# Großsteingrab Giegenitz
Das Großsteingrab Giegenitz war eine vermutliche megalithische Grabanlage der jungsteinzeitlichen Trichterbecherkultur bei Giegenitz, einer nicht mehr existierenden Siedlung südlich von Lohme auf der Insel Rügen im Landkreis Vorpommern-Rügen, Mecklenburg-Vorpommern. Es wurde im späten 19. oder frühen 20. Jahrhundert zerstört. Über den genauen Standort und das Aussehen der Anlage liegen keine Informationen vor. Bei der Zerstörung des Grabes wurden vier Feuerstein-Geräte (zwei Meißel, eine Speerspitze und ein Dolch) geborgen, die 1910/11 von der Gesellschaft für pommersche Geschichte und Altertumskunde für das Städtischen Museum Stettin erworben wurden. Ewald Schuldt und Hans-Jürgen Beier führen das Grab irrtümlich unter der Ortsbezeichnung Giepnitz.